# Senator Ninoy Aquino
Sen. Ninoy Aquino ist eine philippinische Stadtgemeinde in der Provinz Sultan Kudarat. Sie hat 46.882 Einwohner (Zensus 1. August 2015).
Der Ort ist nach dem Politiker Benigno Aquino junior benannt.

## Baranggays
Sen. Ninoy Aquino ist politisch in 20 Baranggays unterteilt.
| - Banali - Basag - Buenaflores - Bugso - Buklod - Gapok - Kadi - Kapatagan - Kiadsam - Kuden | - Kulaman - Lagubang - Langgal - Limuhay - Malegdeg - Midtungok - Nati - Sewod - Tacupis - Tinalon |